# Enrique Dickmann
Enrique Dickmann (Riga, Imperio Ruso, 20 de diciembre de 1874 - Córdoba, 30 de diciembre de 1955) fue un médico, escritor y político argentino nacido en Letonia, que destacó como dirigente del Partido Socialista y fundó el Partido Socialista de la Revolución Nacional, aliado al presidente Juan Domingo Perón.

## Juventud y participación en el Partido Socialista
Nació en Riga, parte del Imperio Ruso (actual capital de Letonia), en el seno de una familia judía. Su padre Moisés Dickmann era dignatario de una sinagoga. Su madre se llamaba Josefa Zaikind.
Llegó a la Argentina con sus padres en 1891 y en 1897 se nacionalizó argentino. En su infancia pasó un tiempo en Miramar, trasladándose luego a la provincia de Entre Ríos, donde su padre fue chacarero y él trabajó como peón rural. De todos modos completó su educación primaria en Entre Ríos y la secundaria en el Colegio Nacional de Buenos Aires.
Según relató a Ramón Columba, un juez de paz le ofreció registrarlo como argentino nativo, pero él prefirió que todos supieran que había elegido la Argentina voluntariamente. Por eso se nacionalizó argentino en 1897, cumpliendo un requisito previo para ingresar en la Facultad de Medicina de la Universidad de Buenos Aires.
Se afilió al Centro Socialista Obrero en junio de 1895, y en noviembre de ese año fue arrestado por primera vez, entre decenas de otros socialistas, a la salida de una conferencia en el Teatro Onrubia de Buenos Aires, donde también fue arrestado el presidente del Partido Socialista, Juan B. Justo. Al año siguiente fue uno de los oradores del Día de los Trabajadores y de otros actos de protesta; participó como delegado del II Congreso Ordinario del Partido Socialista Obrero Argentino, y fue nombrado miembro titular del Comité Ejecutivo del partido. Era también uno de los redactores del periódico socialista La Vanguardia. Fue también uno de los fundadores del Centro Socialista de Estudios, junto a figuras como Justo, Roberto J. Payró, Leopoldo Lugones y José Ingenieros. En 1897 fue también candidato a diputado nacional por su partido. En 1902 asumió como director de La Vanguardia.
En 1904 se recibió de médico y se casó con Luisa Campodónico; al año siguiente fue nombrado jefe de clínica del Hospital San Roque —actualmente Hospital José María Ramos Mejía.
En 1906 volvió a dirigir el diario La Vanguardia, y fue durante muchos años el redactor del Almanaque Socialista, suplemento de La Vanguardia. En 1907 fue nombrado socio director de El Hogar Obrero. El 1 de mayo de 1909, tras la masacre perpetrada por la policía en la Plaza Lorea, presidió un acto en la Plaza Colón, exigiendo la renuncia del jefe de policía, coronel Ramón Falcón, y proponiendo la huelga general en repudio. Fue delegado del Partido Socialista argentino en el congreso del Partido Socialdemócrata de Alemania, que se celebró en 1911 en Jena. En 1913 publicó Historia del 1º de mayo en la República Argentina.

## Diputado y dirigente socialista
En 1914 fue elegido diputado nacional por la Capital Federal, y fue reelegido en 1916, 1920 y 1924, ocupando el cargo hasta 1928. Su primer discurso llamó la atención de la clase política conservadora, y hasta el diario La Nación lo reprodujo en gran parte, elogiando su estilo y ordenamiento; en el mismo defendió a la industria, porque "del progreso industrial depende el progreso de las clases trabajadoras". Tenía un estilo discursivo ágil, con frecuentes toques de humor y un análisis profundo. Desde ese cargo presentó proyectos de leyes de "sábado inglés" y jornada laboral de ocho horas. Apoyó el abandono del neutralismo frente a la Primera Guerra Mundial y luego fue un vehemente opositor del presidente Hipólito Yrigoyen.
Entre 1922 y 1930, y luego nuevamente entre 1932 y 1936, su hermano Adolfo Dickman fue también diputado nacional por el Partido Socialista. Tras su primer paso por el Congreso, Enrique Dickmann se radicó temporalmente en Mendoza; allí se dedicó a la literatura, escribiendo poemas en prosa.
Tras el golpe de Estado que dio inicio a la llamada "Década Infame", propició la alianza con el Partido Demócrata Progresista, que llevó como candidato presidencial a Lisandro de la Torre, el cual fue derrotado por el conservador Agustín P. Justo. En esas elecciones fue nuevamente elegido diputado nacional, cargo para el cual sería reelegido en 1936. En este período escribió dos de sus más importantes ensayos: Formas de gobierno (1932) y Emancipación civil, política y social de la mujer (1935).
Entre 1940 y 1942 volvió a dirigir La Vanguardia, y en ese último año fue nuevamente elegido diputado nacional por el socialismo; debió dejar su cargo por la revolución del 43.
Con el surgimiento del peronismo, Dickmann apoyó la posición de enfrentamiento completo del Partido Socialista con las políticas implementadas por Juan Domingo Perón, a quien acusaba de fascismo, y de oportunismo por haber llevado a la práctica desde el poder aquello por lo que los socialistas había luchado durante medio siglo. Junto a Nicolás Repetto representó al Partido Socialista argentino en la Conferencia Internacional Socialista en Clacton-on-Sea (Inglaterra), en mayo de 1946.
Alejado de la función pública y de la dirección del órgano oficial del partido, este fue un período prolífico en la producción ensayística: publicó El Partido Socialista Argentino en los Congresos Internacionales (1946), Pensamiento y acción para la clase trabajadora (1946), Población e inmigración (1946), Un libro para el pueblo (1947), Recuerdos de un militante socialista (1949), El mensaje de G. Bernard Shaw al cumplir 94 años (1950), El pronunciamiento de Urquiza (1952) y Socialismo utópico, científico, democrático (1953).

## El Partido Socialista de la Revolución Nacional
Los éxitos del peronismo y la defección de muchos de sus dirigentes sindicales —como los ministros Ángel Borlenghi y Atilio Bramuglia— que se incorporaron al partido del gobierno, junto a los sucesivos fracasos electorales, llevaron al Partido Socialista a una crisis permanente durante la década peronista. Los sindicatos se hicieron unánimemente oficialistas y el PS no logró colocar ningún diputado en el Congreso nacional. Pequeños grupos de socialistas buscaron la forma de acercarse al peronismo llevando tras de sí al partido, entre los cuales se destacaron el intento de Carlos María Bravo, hijo de Mario Bravo, y de Julio V. González. No obstante, el partido —dirigido por Américo Ghioldi y Alfredo Palacios— se decidió por una estrategia abstencionista, que profundizaba el enfrentamiento con Perón y alejaba aún más al partido de la posibilidad de recuperar su prestigio entre la clase obrera.
En enero de 1952, el dirigente socialista Dardo Cúneo se entrevistó con Perón y criticó enérgicamente la política del PS; éste respondió expulsando inmediatamente a Cúneo. El 1 de febrero del mismo, Enrique Dickmann, junto a su hijo Emilio Dickmann, se entrevistó personalmente con el presidente Perón para pedirle la libertad de varios presos políticos y la reapertura de La Vanguardia, que había sido clausurado por orden del gobierno. La reacción del PS es también rápida, y el propio congreso nacional del PS votó la expulsión de ambos del PS en mayo de ese año. Dickmann insistió en tratar de convencer al partido de rever sus políticas internas y frente al peronismo, solicitando participar del congreso nacional del PS del año siguiente; nunca fue invitado. También publicó su último libro: Inconducta partidaria o callejón sin salida (1953).
Mientras tanto, varios dirigentes socialistas se enfrentaban con la dirección de Repetto y trataban de organizar un congreso alternativo para enfrentar a los dirigentes antiperonistas. Un grupo dirigido por Saúl Bagú fundó un efímero Movimiento Socialista, al que se unieron muchos dirigentes de segunda línea, en su mayoría ya expulsados del partido. El 8 de agosto de 1953 finalmente se proclamó públicamente la formación del Partido Socialista de la Revolución Nacional, en un acto cuyo último orador fue Enrique Dickmann, que fue elegido su presidente. Dickmann logró además que se le permitiera volver a editar La Vanguardia. El nuevo partido alcanzó una gran notoriedad, pero fracasó en lograr que se le reconociera la exclusividad de la participación del Partido Socialista en las elecciones legislativas de 1954. No obstante, logró ocupar los locales partidarios, incluida la sede central del PS, la Casa del Pueblo.
El resultado electoral del año 1954 fue decepcionante: apenas alcanzaron los 22 516 votos. No obstante, la vitalidad del partido parece seguir en alza, empujada por grupos trotskistas, que comienzan a definir al partido como un "partido obrero", anticipando al actual partido de ese nombre. También se incorporó al partido un grupo liderado por el historiador e intelectual Jorge Abelardo Ramos, que publicó un periódico propio, de efímera vida, Izquierda. Y luego Lucha Obrera que llegó a distribuir 150.000 ejemplares.
Dickmann y su partido apoyaron sin reservas la posición del gobierno durante el enfrentamiento con la Iglesia católica de 1954 y 1955, con lo que su posición quedó muy debilitada tras el golpe de Estado de septiembre de 1955; Dickmann, ya muy anciano, delegó en Carlos María Bravo la jefatura del partido; el mismo continuó su giro a la izquierda, con la descollante actuación de Jorge Abelardo Ramos y Jorge Enea Spilimbergo. Pero sería declarado disuelto y prohibida toda actuación política de sus dirigentes en enero de 1956.
Dickmann ya había fallecido, en los últimos días de 1955.